# ブライアン・アトウォーター
ブライアン・アトウォーター（Brian Atwater、1951年9月18日 - ）は、アメリカ地質調査所勤務の地質学者で、ワシントン大学研究教授。2005年、タイムマガジンによりスパイク・リー、章子怡等とともに最も影響力ある100人の一人に選ばれた。 

## 経歴
経歴の多くを北アメリカ太平洋岸北西部地域の大地震、津波等の研究に費やす。2005年には、1700年1月26日に北西部で発生したマグニチュード9のいわゆるカスケード地震の証拠をまとめた"The Orphan Tsunami of 1700"（『みなしご元禄地震』）を共著で出版した。この地震は巨大な津波を引き起こし、同時代の日本の記録にも書き留められたため、アトウォーターのチームが地震の正確な日時と大概のマグニチュードを特定するに至ったものである。津波堆積物下に位置する埋没した湿地及び森林土壌に示される通り、北西部沿岸における急激な地盤沈下の痕跡が残っていること、沈下した地形の上に津波砂礫層が堆積していること、被害を受けた樹木群が枯死、損傷していること（年輪年代学参照）、地元アメリンディアンの言い伝えに地震と津波が描写されていることなどから、その発生事実と規模とが裏付けられている。 
2016年ベンジャミン・フランクリン・メダル受賞。

### 他の著作
環太平洋地域の地震についてのほか、ワシントン州の氷河湖決壊洪水、サンフランシスコ湾の自然史等他の地質学的事柄についても様々な実証論文を執筆している。
2006年にはインドネシア沿岸部における踏査地質図の作製に乗り出した。これはグラウンドトゥルース調査の一環で、インド洋の住民を将来の津波から守るためスマートなシステムを構築するにあたって必要とされる。

## 学歴
コネチカット州ニューブリテンに生まれ、マサチューセッツ州ジルの全寮制学校ノースフィールド・マウントハーモンに学ぶ。理学士号を得たのはカリフォルニアスタンフォード大学で、在籍中アメリカ地質調査所に就職し、政治活動にも手を出した。デラウェア大学でPh.D.取得。

## 人物
ワシントン州シアトル在住。妻、留学生1,2人と同居。猫2匹を飼う。

## 出版物
- ワシントン州北東部サンポイル河谷の洪積世氷河湖堆積物 USGS Bulletin No. 1661 (1986)
- 1700年みなしご津波—親地震は北米西海岸にいた アメリカ地質調査所 Professional Paper No. 1707 (2005)